# Wuling Zhengtu
Wuling Zhengtu – samochód osobowo-dostawczy typu pickup klasy średniej produkowany pod chińską marką Wuling od 2021 roku.

## Historia i opis modelu

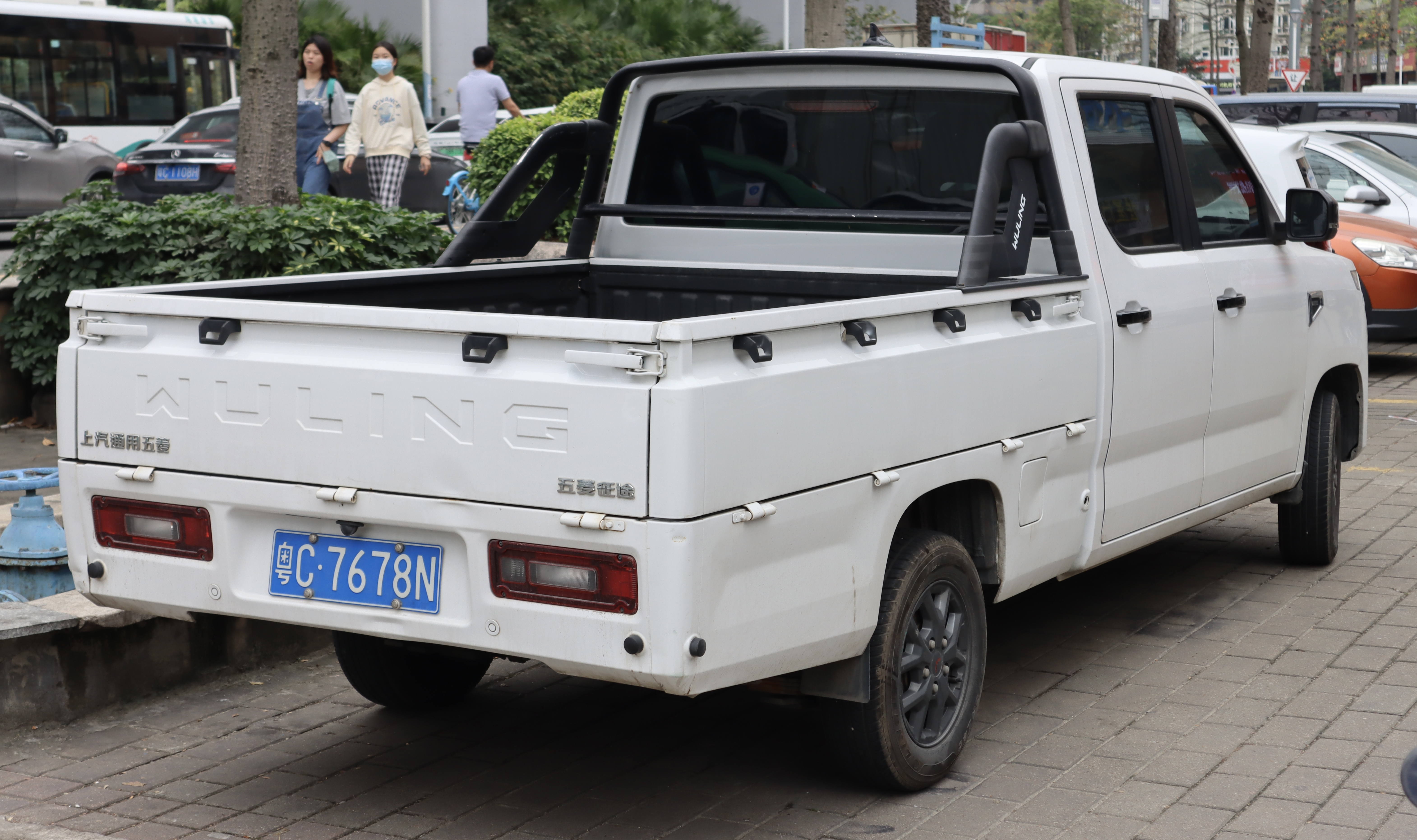
Wuling Zhengtu Adventure - tył

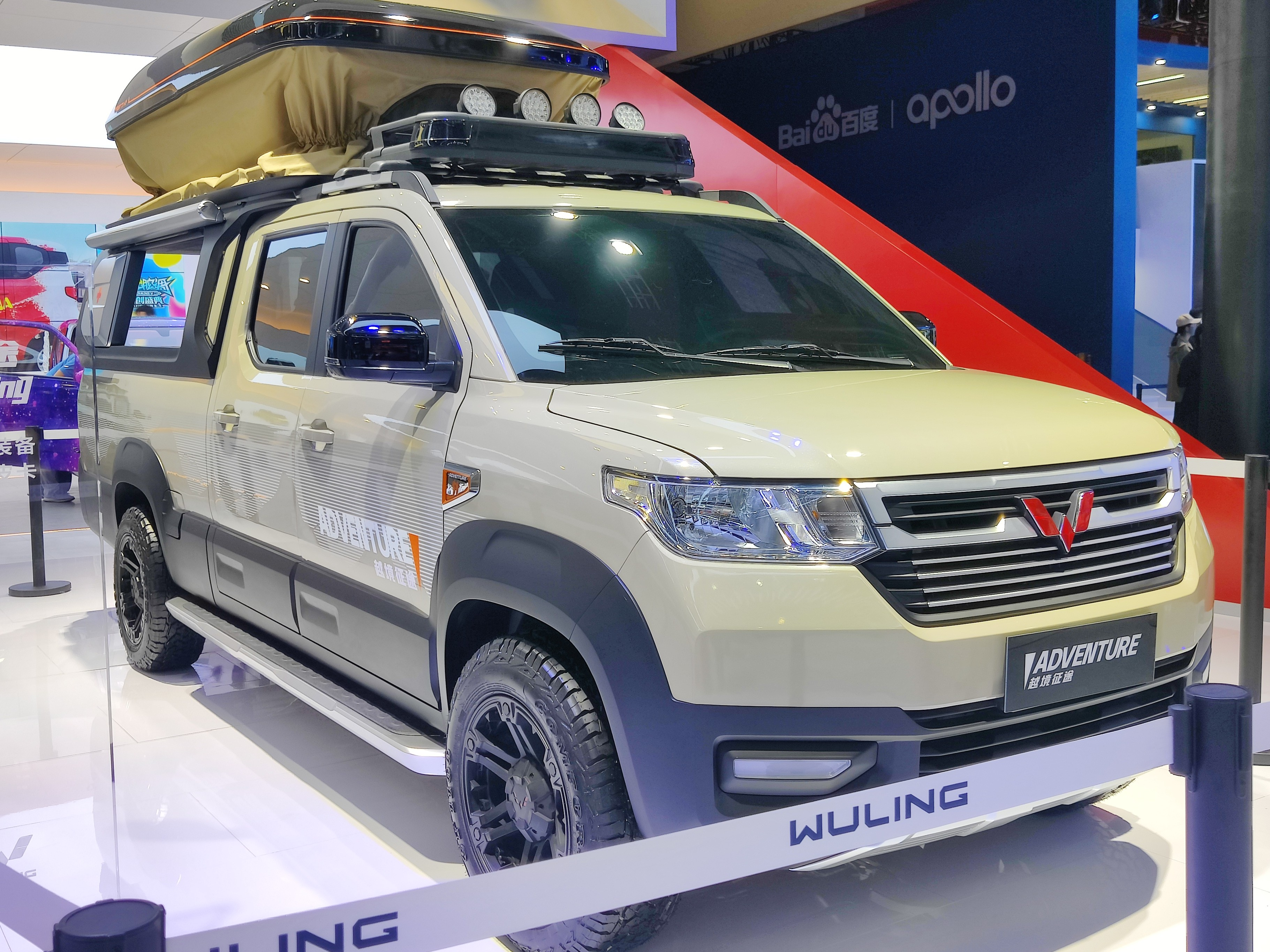
Wuling Zhengtu Adventure

Pierwsze informacje na temat dużego, osobowo-dostawczego pickupa Wulinga pojawiły się we wrześniu 2020 roku, kiedy to do internetu trafiły fotografie pochodzące z chińskiego urzędu patentowego ukazujące pełny wygląd zewnętrzny samochodu. Wstępne fotografie i informacje na temat pojazdu przedstawiono w styczniu 2021 roku.
Wuling Zhengtu przyjął postać kanciastego pickupa z ponad 3-metrowym rozstawem osi, który podyktowany został połączeniem osobowych właściwości czterodrzwiowej, czteromiejscowej kabiny pasażerskiej połączonej z obszernym przedziałem transportowym o długości 2 metrów. Burty przedziału transportowego wykonane zostały z lekkiego metalu i umożliwiają one demontaż wszystkich trzech ścianek.
Oficjalna prezentacja Zhengtu odbyła się w marcu 2021 roku. Przy zaakcentowaniu funkcjonalności transportowych pojazdu, Wuling upodobnił kabinę pasażerską do osobowych modeli producenta. Deskę rozdzielczą przyozdobił 8-calowy dotykowy wyświetlacz systemu multimedialnego.
Gamę jednostek napędowych ograniczono do typowego dla modeli Wulinga, 1,5-litrowego czterocylindrowego silnika benzynowego rozwijającego moc 99 KM we współpracy z sześciobiegową przekładnią manualną.

### Sprzedaż
Wuling Zhengtu zbudowany został z myślą o wewnętrznym rynku chińskim, gdzie jego sprzedaż rozpoczęła się tuż po debiucie w marcu 2021 roku. Producent nie planuje eksportu pickupa na rynki zagraniczne. Cena za podstawowy egzemplarz w Chinach wynosi równowartość 9 tysięy dolarów (ok. 34,2 tys. zł).

### Silnik
- L4 1.5l 99 KM